# Roussines, Indre
Roussines là một xã ở tỉnh Indre khu vực trung bộ Pháp. Xã này có diện tích 22,98 km², dân số thời điểm năm 1999 là 393 người. Khu vực này có độ cao trung bình 220 mét trên mực nước biển.